# Aetea crosslandi
Aetea crosslandi is een mosdiertjessoort uit de familie van de Aeteidae. De wetenschappelijke naam van de soort is voor het eerst geldig gepubliceerd in 1910 door Waters.